# 弗朗西丝·巴维尔
弗朗西丝·巴维尔（英語：Frances Bavier，1902年12月14日—1989年12月6日），美国女演员。曾获得黄金时段艾美奖喜剧类电视系列剧最佳女配角。